# Glass Houses (album)
Glass Houses è un album di Billy Joel del 1979.
Pubblicato dall'etichetta discografica Columbia, raggiungerà la vetta della classifica nella Billboard 200 e vi rimarrà per 6 settimane ed in Canada per 7 settimane, la seconda posizione in Australia e Norvegia, la quarta in Austria, la sesta in Svezia, Giappone e Nuova Zelanda e la nona nel Regno Unito. Nel 1981 l'album vince il Grammy Award for Best Male Rock Vocal Performance.
Il brano "It's Still Rock N Roll To Me" raggiungerà il primo posto nei singoli in Canada per tre settimane e nella Billboard Hot 100 per due settimane ed il decimo posto in Australia.
Tutti i brani sono stati composti dallo stesso cantante e polistrumentista statunitense.

## Tracce
1. You May Be Right
2. Sometimes a  Fantasy
3. Don't Ask Me Why
4. It's Still Rock and Roll To Me
5. All For Leyna
6. I Don't Want To Be Alone
7. Sleeping With The Television On
8. C'Etait Toi (You Were The One)
9. Close To The Borderline
10. Through The Long Night